# آشپزی لائو

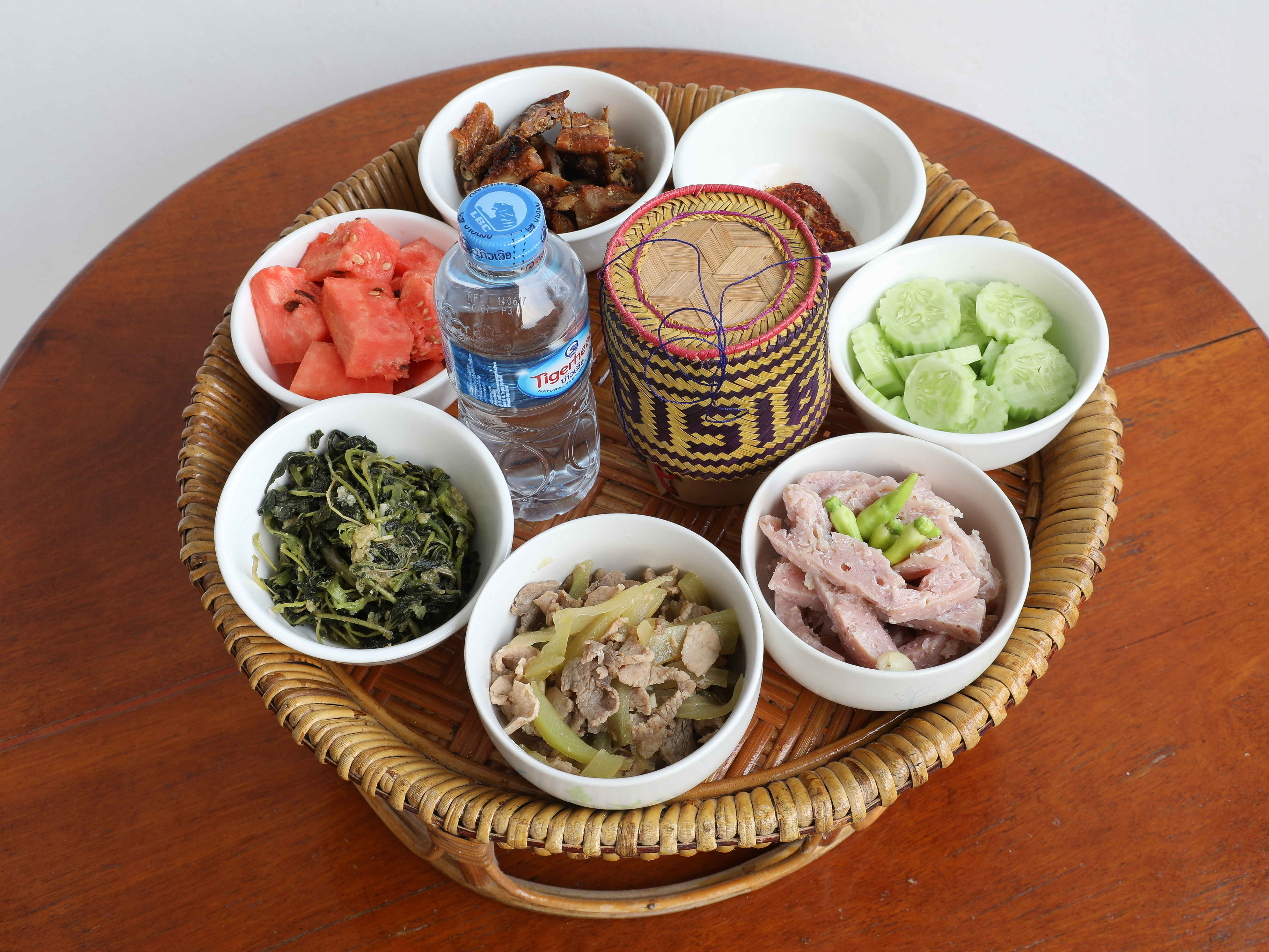
یک وعده غذای اصلی لائو در دون دت، لائوس

آشپزی لائو یا آشپزی لائوسی (لائو: ອາຫານລາວ) آشپزی ملی لائوس است.
غذای اصلی مردم لائو، برنج چسبناک (لائو: ເຂົ້າໜຽວ, khao niao) است. لائوس با مصرف متوسط، ۱۷۱ کیلوگرم (۳۷۷ پوند) برنج چسبناک بابت هر نفر در سال، بیشترین مصرف سرانه برنج چسبناک در دنیا را دارد. برنج چسبناک به شدت با فرهنگ، رسوم مذهبی و هویت ملی لائوس عجین شده‌است. این باور عمومی در بین جامعه لائو جاری است که، اهمیتی ندارد که آنها در کدام منطقه از دنیا هستند، برنج چسبناک همیشه جوامع لائو را در کنار یکدیگر نگاه خواهد داشت، آنها را به فرهنگ خودشان و لائوس پیوند می‌دهد. علاقه به برنج چسبناک، خصوصیت بارز لائویی بودن سنجیده می‌شود. اغلب لائو یی‌ها خود را لوک کاو نیوو (luk khao niaow) (لائو: ລູກເຂົ້າໜຽວ) خطاب می‌کنند، که می‌تواند به عنوان، فرزندان یا اولاد برنج چسبناک، ترجمه شود.